# 너무 야한 후카미군
《너무 야한 후카미군》(やたらやらしい深見くん)는 마츠모토 아야카가 원작한 일본의 성인 만화이다. 2022년 12월 8일부터 ComicFesta로부터 「BL 스크리모」 레이블에서 발간되었다.

## 줄거리
완벽한 내가 왜 이런 평범남을 보고 흥분하는 거지…?! 밝히는 나르시스트×촌티가 줄줄 나지만 벗으면 야한 남자 잘생긴 외모에 인기도 많지만, 속으로는 남을 보고 점수나 매기며 깔보는 카지. 게이인 자신에게 어울리는 최고의 남자를 찾으려고 이상을 추구하던 중이다.
그러던 어느 날, 수수하기 이를 데 없는 직장 동료 후카미와 같이 1박 2일 출장을 가게 된다. 이 녀석만큼은 무인도에 단둘이 있어도 절대로 그런 관계까지 갈 일이 없다고 생각했는데. 목욕을 마치고 들어온 후카미는 딴사람이라고 할 정도로 귀엽고, 섹시했다!
분위기에 휩쓸려 안게 된 몸은 0점은커녕 100점 만점인데…!

## TV 애니메이션
AnimeFesta 오리지널의 일환으로 2025년 4월부터 6월까지 도쿄 MX에서 5분간의 단편 애니메이션로서 방송되었다. 다른 AnimeFesta와 마찬가지로 통상판과 연령 제한이 있는 완전판이 존재하며 완전판은 AnimeFesta 오리지널 독점 착신된다.